# Župnija Borovnica

Župnija Borovnica je rimskokatoliška teritorialna župnija dekanije Vrhnika nadškofije Ljubljana.
V župniji Borovnica so postavljene Farne spominske plošče, na katerih so imena vaščanov iz okoliških vasi (Borovnica, Breg, Brezovica, Dražica, Laze, Ohonica, Padež, Pako, Pokojišče, Pristava, Zabočevo in Zavrh) ki so padli nasilne smrti na protikomunistični strani v letih 1942-1945. Skupno je na ploščah 110 imen.